# Якутуголь
ВАТ ХК «Якутуголь» — холдинг з видобутку вугілля в Якутії, РФ. Засноване у 1960-х роках.

## Характеристика
Відкрите акціонерне товариство „Холдингова компанія «Якутуголь»“ — найбільше вугледобувне підприємство Республіки Саха (Якутія), яке розробляє три родовища вугілля: Нерюнгрінське, Кангалаське і Джебарики-Хайське.
ВАТ ХК «Якутуголь» перетворене у 2002 з ГУП «Якутуголь» в рамках Державної програми приватизації. Станом на 2004 добуває 9 млн тонн вугілля, з них 8 млн тонн припадає на розріз «Нерюнгрінський». Основними споживачами нерюнгрінського вугілля на внутрішньому ринку є енергосистеми Далекосхідного федерального округу, металургійні підприємства Уралу і Сибіру.

## Операційна діяльність
Розробляє 8 родовищ Ленського, Південно-Якутського (Нерюнгрінське родовище) та Зирянського вугільних басейнів. Має три шахти і три розрізи.
Понад 50% вугільної продукції, що добувається розрізом «Нерюнгрінський», реалізується на ринку країн Азіатсько-тихоокеанського регіону (Японія, Південна Корея та інш.). Вугілля з розрізу «Кангаласький» і шахти «Джебарики-Хая» постачається здебільшого на територію Республіки Саха (Якутія).